# Bílá Hůrka
Bílá Hůrka je základní sídelní jednotka obce Dříteň. Nachází nad Bělohůrským rybníkem cca 3 km severozápadně od Dřítně a cca 6 km jihozápadně od Jaderné elektrárny Temelín. V minulosti se také jmenovala Velká Hůrka (lat. Horka Major). První písemná zmínka je z roku 1352. Ves zanikla v 16. století, byla však obnovena po třicetileté válce. V Bílé hůrce je sídlo římskokatolické farnosti Bílá Hůrka.

## Pamětihodnosti
- Kostel svatého Štěpána, založený ve 13. století.[4]

## Osobnosti
- Vít Fučík (1733–1804), legendární letec, pochován v Bílé Hůrce[2]
- Jan Kostěnec (1834–1905), český malíř, ilustrátor a středoškolský pedagog, narozen v Bílé Hůrce
- Ladislav Dvořák (1870–1933), prof. církevních dějin, ředitel vídeňského Frintanea, prelát v Českém Krumlově, prefekt malého semináře v Českých Budějovicích, narozen v Bílé Hůrce[5]